# Джей Веллс
Гордон Джей Веллс (англ. Gordon Jay Wells; 18 травня 1959, м. Парі, Канада) — канадський хокеїст, захисник.   
Виступав за «Кінгстон Канадієнс» (OMJHL), «Лос-Анджелес Кінгс», «Бінгемтон Дастерс» (АХЛ), «Філадельфія Флайєрс», «Баффало Сейбрс»,  «Нью-Йорк Рейнджерс», «Сент-Луїс Блюз», «Тампа-Бей Лайтнінг».
В чемпіонатах НХЛ — 1098 матчів (47+216), у турнірах Кубка Стенлі — 114 матчів (3+14).
У складі національної збірної Канади учасник чемпіонату світу 1986 (10 матчів, 0+2).
Досягнення
- Володар Кубка Стенлі (1994)

Тренерська кар'єра
- Асистент головного тренера «Портленд Пайретс» (1997–98, АХЛ)
- Асистент головного тренера «Герші Берс» (1998–01, АХЛ)
- Асистент головного тренера «Манітоба Мус» (2008–09, АХЛ)
- Асистент головного тренера «Беррі Колтс» (2011–13, ОХЛ)